# Heilige-Familiekerk (Schaarbeek)
De Heilige-Familiekerk (Frans: Église de la Sainte Famille) is een rooms-katholiek kerkgebouw, gelegen aan het François Rigasquare 36 te Schaarbeek.
Het koor en het transept werden in 1890 gebouwd door architect Émar Collès. De toren en het schip werden echter pas omstreeks 1930 gebouwd, naar een ontwerp van François Vandendael in art-decostijl.
Het bakstenen gebouw heeft rechts van de voorgevel een opvallende toren, gedekt door een soort helmdak en voorzien van vier hoektorentjes die een soortgelijk, maar kleiner, helmdak dragen. Op bevel van de Duitse bezetter, die hinder voor het luchtverkeer inriep, werd de toren in mei 1943 ingekort. De wederopbouw volgde in 1964.
Links van de voorgevel bevindt zich een kleiner torentje, eveneens gedekt door een helmdak.
In de kerk wordt een schilderij van Fanny Geefs bewaard, Onze-Lieve-Vrouw verschijnt aan de verdrukten.
De helft van de kerk, waaronder de klokkentoren, is in 2009 gedesacraliseerd. Door de ligging op een heuvel biedt de 60 meter hoge toren een weids uitzicht over de omgeving.